# Lüttichau
(von) Lüttichau är en dansk, ursprungligen mecklenburgsk adelssläkt.
Släkten härstammar från generalen Hans Helmuth Lüttichau (1670–1732), vars son generalen Christian Ditlev Lüttichau (1695–1767) år 1759 upprättade stamhuset Tjele på Jylland. En av dennes yngre söner Christian Tønne Frederik Lüttichau (1744–1805) bekämpade med våldsamhet 1770- och 1780-talets agrarreformer, ådömdes straff, lämnade Danmark och blev 1791 tysk riksgreve. Från Christian Ditlev Lüttichau härstammar Mathias Lüttichau (1795–1870), som var dansk krigsminister 1854–1856 och blev berömd som chef för artilleriet i kriget 1864, och godsägaren Christian Ditlev Lüttichau (1832–1925), som var finansminister 1894–1897.